# Asteroide tipo X
O grupo de asteroides X reúne vários tipos de asteroides com espectros semelhante, mas provavelmente com composições e origens muito diferentes.

## Classificação Tholen
De acordo com a classificação Tholen, este grupo inclui:
- os asteroides tipo E
- os asteroides tipo M
- os asteroides tipo P

O principal critério para a discriminação entre esses tipos é o albedo. Para asteroides cujos albedos são desconhecido e para que a distinção entre esses grupos não poderia, portanto, ser feita, o asteroide é simplesmente classificado como tipo X. Este é, por exemplo, o caso de 50 Virginia.

## Classificação SMASS
A classificação SMASS não usa o albedo, mas várias características espectrais sutis demais para ser distinguidos na largura de banda de ECAS (Eight-Color Asteroid Survey, ou seja, "Declaração de asteroides em oito cores") utilizado para a classificação Tholen.
O grupo X contém os seguintes grupos:
- os núcleos dos asteroides tipo X contendo os asteroides com o espectro mais "típico";
- asteroides tipo Xe, são aqueles cujos espectros podem conter uma banda de absorção moderadamente ampla em torno de 0,49 µm. Tem sido sugerido que isso pode indicar a presença de troilite (FeS). Existe uma certa correlação entre este grupo e o tipo de E Tholen;
- asteroides tipo Xc e tipo Xk, são os que contêm uma ampla convexa espectral característica na gama de 0,55 e 0,8 µm (ou seja, aumento de fluxo nesta gama). Esses espectros tendem a ser intermediário entre o núcleo do tipo X, do tipo C e do tipo K.

Além do tipo Xe, não existe uma correlação significativa entre as classificações destes tipos feito pela SMASS e Tholen: todos os tipos do grupo X de acordo com a SMASS contêm uma mistura de asteroides classificados como tipo E, M ou P na classificação Tholen.